# Zaznana podpora organizacije
Zaznana podpora organizacije (angl. Perceived Organizational Support; POS) se nanaša na percepcijo zaposlenih o tem, kako organizacija ceni njihov prispevek in skrbi za dobro počutje zaposlenih. Zaznana podpora organizacije ima pomembne posledice na uspešnost zaposlenih in na njihovo dobro počutje . 

## Splošno
Delodajalci pri zaposlenih zelo cenijo zavezanost in zvestost organizaciji. Zaposleni, ki so tudi čustveno zavezani organizaciji kažejo povečano delovno uspešnost, zmanjšan absentizem in manjšo verjetnost prekinitve delovnega razmerja. Zaposleni pa pričakujejo, da bo tudi organizacija zavezana njim, torej se zanimala za svoje zaposlene. V naravi ljudi je namreč, da ko z nekom ravnamo dobro pričakujemo, da bodo tudi drugi recipročno vrnili to dobro ravnanje nam . Iz tega izhaja teorija podpore organizacije (angl. Organizational support theory; OST) in predvideva generalni pristop k vlogi recipročnih norm v razmerju delodajalec-zaposleni. Teorija določa pripravljenost organizacije za nagrajevanje povečanega delovnega napora in zadovoljitev socialno-čustvenih potreb zaposlenih. Zaposleni razvijajo globalna prepričanja o organizaciji glede na pogostost in način vrednotenja prispevkov zaposlenih in skrbi za njihovo dobro počutje . S teorijo organizacijske podpore se dalje povezuje zaznana podpora organizacije. Zaznana podpora organizacije je pomembna kot zagotovilo, da bo pomoč, ki jo nudi organizacija zaposlenim, vedno na voljo, da bo delo učinovito in da bodo zaposleni lahko učinkovito ravnali tudi v stresnih situacijah .
Razvoj zaznane podpore organizacije (angl. Perceived Organizational Support; POS) je spodbujen iz težnje zaposlenih dodeliti organizaciji podobne lastnosti, kot jih imamo ljudje. Organizacija preko svojih nadrejenih nadzira ostale zaposlene, podrejene. Je legalno, moralno in finančno odgovorna za vedenje svojih predstavnikov, norme in tradicija organizacije pa zagotavljajo kontinuiranost zaposlenim in prikazujejo vzorna vedenja . Vedenja, ki prihajajo od nadrejenih so namreč pogosto zaznana kot akcije same organizacije, ne pa kot osebni motivi nadrejenih. To personificira samo organizacijo . Zaposleni tako pozitivno ali negativno odzivanje nadrejenih vidijo kot indikacije, da organizacija podpira zaposlene ali pa ne . Zaznana podpora organizacije temelji na podobnih atribucijskih procesih, ki jih ljudje uporabljamo generalizirano pri razvoju navezanosti do drugih v socialnih odnosih. Nanaša se na percepcijo zaposlenih o tem, kako njihova organizacija skrbi za dobro počutje in koliko ceni njihov prispevek. Odvisna je od pogostosti in iskrenosti pohval ter odobravanja nadrejenih. Ostale nagrade, kot so plača, delovni položaj, obogatitev dela in možnosti vpliva zaposlenih na organizacijske politike, vplivajo na zaznano podporo in pomenijo zaposlenim pozitivno vrednotenje njih samih v organizaciji. Zaznana podpora organizacije je tako odvisna od zaznav zaposlenih, kako se organizacija odziva na zaposlenega. Glede na odzive organizacije na zaposlenega, ta različno interpretira motive za takšen odnos . 
Če je podpora organizacije zaznana bo to vplivalo na zvišanje pričakovanja zaposelnega, da bo nagrajen za zasluge, ki so v skladu s cilji organizacije (pričakovan napor glede na izid). Tak zaposlen bo potem aktiven član organizacije, kar bo vključil v svojo osebno identiteto in tako razvil pozitivno čustveno vez z organizacijo. Pričakovanje izida skladno z vloženim naporom in čustvena navezanost bosta povečala posameznikova prizadevanja, da bi dosegal cilje organizacije preko večje udeležbe in uspešnosti na delovnem mestu . Zaznana podpora organizacije močno vpliva na absentizem in uspešnost posameznika, ki močno verjame v recipročen odnos, majhen vpliv pa ima na zaposlene, s šibkejšo zamislijo o recipročnem odnosu.

## Tri podlage zaznane podpore organizacije
Na podlagi teorije podpore organizacije izvirajo tri splošne oblike vedenja, ki so zaznane kot ugodnejša obravnava zaposlenih, prejeta od organizacije . Te tri splošne oblike obravnavanja zaposlenih naj bi povečevala zaznano podporo organizacije. To so pravičnost, podpora nadrejenih ter nagrade organizacije in pogoji dela . Tako bi poštenost postopkov, ki določajo višino in razdelitev organizacijskih virov, morala biti posebej pomemben dejavnik za zaznano podporo organizacije. Ugodno obravnavanje, ki so ga zaposleni deležni od nadrejenih naj bi prav tako imelo močan vpliv na zaznano podporo organizacije, čeprav ne tako močan kakor poštenost postopkov. Vendar nadrejeni vseeno služijo kot predstavniki organizacije in so zato pomembni. Nagrade in ugodni pogoji na delovnem mestu pa naj bi imeli najmanjši vpliv na zaznano podporo organizacije. Veliko koristi in ugodne delovne razmere lahko velikokrat pripišemo zunanjim pritiskom na organizacijo kakor sami diskretni izbiri organizacije.

### Pravičnost
Pravičnost je eden od pogojev, ki je najpomembnejši pri določitvi o porazdelitvi sredstev med zaposlenimi. Proceduralna pravičnost se nanaša na poštenost načinov, ki se uporabljajo za določitev porazdelitve sredstev med zaposlenimi. Ponavljajoči primeri pravičnosti pri odločitvah o distribuciji virov imajo močan komulativni učinek na zaznano podporo organizacije ob navedbi skrbi za dobro počutje zaposlenih. Socialni vidiki proceduralne pravičnosti, včasih imenovane tudi interakcijske pravičnosti, vključujejo kakovost medsebojne obravnave pri dodeljevanju sredstev. Socialni vidiki vklučujejo obravnavanje zaposlenih z dostojanstvom in spoštovanjem ter zagotavljanje informacij o tem, kako so določeni izidi. Povezan s proceduralno pravičnostjo je koncept zaznane politike organizacije, ki se nanaša na poskuse vplivati na druge, na načine, ki spodbujajo samointeres, pogosto na račun nagrad za posamezno delo ali izboljšave v organizaciji .

### Podpora nadrejenih
Zaposleni iz globalne percepcije v zvezi s tem, kako jih obravnava organizacija, razvijejo tudi globalne poglede glede stopnje, do katere nadrejeni cenijo njihove prispevke in skrbijo za njihovo dobrobit. Zaposleni vidijo pozitivno ali negaitvno orientacijo proti njim kot pokazatelj podpore organizacije. Razumejo, da se vrednotenje s strani nadrejenih prenaša naprej k vodstvu, zato je nadaljnji prispevek k združevanju zaposlenih pod podporo nadrejenega povezan z zaznano podporo organizacije.

### Nagrade organizacijein pogoji dela
Prispevki zaposlenih so pozitivno povezani z zaznano podporo organizacije. Z zaznano podporo podjetja se povezujejo priznanje, plačilo in promocije, varnost zaposlitve, avtonomija zaposlenega, vloga stresorjev ter usposabljanje in velikost organizacije .
Ugodne možnosti za nagrade služijo kot komunikacija s pozitivnim vrednotenjem prispevkov zaposlenih in tako prispevajo k višji zaznani podpori organizacije. Tudi zagotovitev, da si podjetje želi v prihodnje obdržati zaposlenega je močan pokazatelj podpore organizacije, kar se povečuje zlasti v zadnjih letih. Zaposleni zaznavajo nadzor podjetja glede opravljanja njihovega dela, vključno z načrtovanjem, postopki dela in različnimi nalogami. Višja avtonomija tako vpliva na povečanje zaznane podpore organizacije. Pomembna je tudi vloga stresorjev, saj stres na delovnem mestu zaposleni pripisujejo pogojem, ki so pod nadzorom organizacije. Za razliko od pogojev, ki so neločljivi z delovni mestom in so rezultat zunanjih pritiskov na organizacijo, ti stresorji zmanjšujejo zaznano podporo organizacije. Pri pogojih dela je pomembna tudi velikost organizacije. Posamezniki se namreč počutijo manj pomembne v velikih organizacijah, z visoko formaliziranimi politikami in postopki, kar lahko zmanjša prilagodljivost pri obravnavanju zaposlenih in njihovih individualnih potreb. Zmanjšana prilagodljivost za individualne potrebe zaposlenih pa zmanjšuje zaznano podporo organizacije. Pomembno je tudi usposabljanje za oziroma na delovnem mestu, saj je diskretna praksa komuniciranja za naložbo v zaposlenega, kar povečuje zaznano podporo organizacije pri zaposlenem.

## Značilnosti zaposlenih
Dve povezani, a različni lastnosti osebnosti, vplivata na zaznano podporo organizacije s spreminjanjem razlage obravnavanja zaposlenih s strani organizacije, kot primerno, ugodno ali neprimerno, neugodno obravnavanje. Osebnost lahko vpliva na zaznano podporo organizacije z naklonjenim vedenjem zaposlenih in potem tudi z enakim vedenjem s strani organizacije. Pozitivno razpoloženje lahko privede do zgovornega in prijaznega vedenja, kar povzroča ugoden vtis zaposlenega na druge, posledica so bolj učinkoviti delovni odnosi. Nasprotno pa lahko agresivna in umikajoča vedenja zaposlenega, ki izhajajo iz negativnega razpoloženja, zavirajo razvoj ugodnih delovnih razmerij in tako zmanjšujejo zaznano podporo organizacije. Druga osebnostna lasntnost, vestnost, lahko vodi do povečane delovne uspešnosti, ki vodi do boljšega obravnavanja s strani organizacije in povečuje zaznano podporo organizacije. Sestavljena je iz zanesljivosti, skrbnosti, temeljitosti pri delu, odgovornosti in vztrajnosti posameznika .
Ob osebnostnih značilnostih pa so pomembne tudi demografske značilnosti zaposlenih, ki se najpogosteje uporabljajo kot kontrola ostalih spremenljivk. Uporabljajo se kot kontrola, da bi izključili alternativne razlage za odnos med zaznano podporo organizacije in domnevami, ki smo jih imeli. To so starost, izobrazba, spol in trajanje zaposlitve. Zaposleni ki so nezadovoljni z organizacijo bodo odnehali prej kot ostali. Daljši zaposlitveni čas lahko vpliva tudi na bolj pozitiven pogled o različnih vidikih vrednotenja zaposlenega s strani organizacije in tudi zviša zaznano podporo organizacije .

## Posledice zaznane podpore organizacije
Kot posledice zaznane podpore organizacije s povzetkom vseh dosedanjih študij Rhoades in Eisenberger  navajata večjo zavezanost organizaciji, večjo povezanost z delovnim mestom, pogostejše in aktivnejše vključevanje na delovno mesto, večjo učinkovitost in uspešnost zaposlenega, večjo željo ostati v organizaciij, trud in manjše umikajoče vedenje.
- Pripadnost organizaciji. Zaznana podpora organizacije ustvarja občutek dolžnosti, da posameznik skrbi za dobrobit organizacije [4]. Obveznost izmenjave skrb za skrb poveča posameznikovo čustveno navezanost s poosebljeno organizacijo. Zaznana podpora organizacije pa vpliva tudi na povečano čustveno zavezanost k izpolnjevanju socialno-čustvenih potreb pripadnosti in čustvene podpore. Zaznana podpora organizacije tako prispeva k občutkom pomena in cilja pri zaposlenih. Zmanjša pa tudi občutek ujetosti, ki pride, ko morajo posamezniki ostati v organizaciji zaradi prevelike izgube, cene ob odhodu.
- Zavzetost za delo. Zaznana podpora organizacije vpliva na splošne čustvene odzive na delovnem mestu, ki vključujejo tudi zadovoljstvo s službo in pozitivno razpoloženje. Prispeva k splošnemu zadovoljstvu na delovnem mestu in s skrbjo za socialno-čustvene potrebe povišuje zmogljivost zaposlenih, povečuje pričakovanja za nagrade in omogoča prostor, mir, „zrak“ za zaposlenega, ko ga ta potrebuje. Zaznana podpora organizacije vpliva na občutek zaposlenih o njihovi usposobljenosti in vrednosti, s čimer se izboljša pozitivno razpoloženje zaposlenih.
- Vključevanje na delovno mesto. Zaznana kompetenca zaposlenega je povezana z njegovim interesom za posamezno nalogo. Z večjim vključevanjem zaposlenega na delovno mesto se povečuje tudi zaznana podpora organizacije, kar povečuje interes zaposlenih za njihovo delo.
- Učinkovitost, uspešnost. Zaznana podpora organizacije poveča učinkovitost običajnih dejavnosti delovnih mest in ukrepov, ugodnih za organizacijo, ki presegajo dodeljene odgovornosti. Tudi pomoč drugim pomaga organizaciji.
- Trud: Če organizacija omogoča materialno pomoč in čustveno podporo zaposlenim, kadar se je potrebno soočati z visokimi zahtevami na delovnem mestu, to vpliva na višjo zaznano podporo organizacije. Od podpore se pričakuje, da bo pri zaposlenih zmanjšala averzivne psihične in psihosomatske reakcije na stresorje. Zaznana podpora organizacije lahko zmanjša tudi splošno raven stresa pri zaposlenih, tako pri nižji kakor pri višji izpostavljenosti dejavnikom stresa.
- Željo ostati v organizaciji je potrebno razlikovati od neprijetnega dojemanja ujetosti v organizaciji, zaradi visoke cene odhoda. Saj so do sedaj ocenjevali samo nagnjenosti delavcev, da zapustijo organizacijo, če se jim ponudi nekoliko višjo plačo, večjo poklicno svobodo ali status, ali prijaznejše sodelavce.
- Umikajoče vedenje, tudi zamujanje, odsotnost z delovnega mesta, se nanaša na zmanjševanje aktivnega sodelovanja zaposlenih v organizaciji. Ohranitev članstva v organizaciji, visoko udeležba in točnost zaposlenih na delovnem mestu pa zagotavljajo javne načine za recipročnost zaznane podpore organizacije. Zaznana podpora organizacije lahko poveča tudi čustveno zavezanost organizaciji, s čimer pa se zmanšjuje umikajoče vedenje.

Najnovejše študije so se začele ukvarjati še z mediatorsko vlogo zaznane podpore organizacije v razmerju med različnimi tipi ugodnega obravnavanja in prispevki, ki so koristni tako za zaposlene kot za organizacijo. Odkrivajo smer vzročnosti v razmerju zaznane podpore organizacije s predhodnimi dogodki in posledicami ter procesi, za katere  domnevajo da so osnova takšnih druženj .

## Lestvica o zaznani podpori organizacije (SPOS)
Originalna lestvica o zaznani podpori organizacije (angl. Survey of Perceived Organizational Support; SPOS) je sestavljena iz 36 postavk, za svojo prvo študijo o zaznani podpori organizacije pa so jo leta 1986 razvili Eisenberger, Huntington, Hutchison in Sowa . Posameznik na postavke odgovarja na 7-stopenjski odgovorni lestvici Likertovega tipa. 0 pomeni, da se posameznik močno ne strinja, 1 = zmerno se ne strinjam, 2 = nekoliko se ne strinjam, 3 = niti se ne strinjam niti se strinjam, 4 = nekoliko se strinjam, 5 = zmerno se strinjam in 6 = močno se strinjam. Nekatere postavke se v lestvici vrednotijo obrnjeno in so označene z (R). Rezultati so pokazali, da je lestvica enodimenzionalna (prvi faktor pojasni 93,9% celotne variance) in ima veliko notranjo zanesljivost (Cronbach alfa = 0,97). Ravno zato, lahko brez večjih problemov uporabljamo tudi krajšo obliko lestvice o zaznani podpori organizacije. Ta je sestavljena iz samo 8 postavk, in sicer so iz originalne lestvice vzete postavke št. 1, 3, 7, 9, 17,  21, 23 ter 27. Lestvica je dostopna v angleščini, v slovenščino ni prevedena.